# Маурицхойс
Кралската галерия „Маурицхойс“ е малък художествен музей в Хага, Нидерландия.
Съдържа малка бляскава колекция от големите холандски майстори на 18 век. Отдавна е признат за един от най-хубавите малки музеи в света. Колекцията се състои от около 800 картини, предимно на холандски и фламандски художници като Питер Брьогел Стария, Петер Паул Рубенс, Рембранд ван Рейн, Якоб ван Ройсдал, Йоханес Вермер и Ханс Холбайн Младия.
В него са изложени „Изглед от Делфт“ и „Момичето с перлената обица“ на Йоханес Вермеер, както и „Урок по анатомия на д-р Николас Тюлп“ на Рембранд – едно от първите платна, които му носят признание.

## Галерия
- Ян Вермеер, Момичето с перлената обица, ок. 1665
- Рембранд, Урок по анатомия на д-р Николас Тюлп, ок. 1632
- Паулюс Потър, Бик ок. 1647
- Франс Халс, Усмихнато момче ок. 1625